# Coelidia longinus
Coelidia longinus är en insektsart som beskrevs av Jacobi 1941. Coelidia longinus ingår i släktet Coelidia och familjen dvärgstritar. Inga underarter finns listade i Catalogue of Life.